# Kutalmish
Kutalmish (antigua Anatolia turca: قتلمش, persa: قتلمش) (ortografía alternativa: Qutulmush, Kutalmish, Kutalmış) fue un príncipe turco, miembro de la dinastía selyúcida en el siglo XI. Su hijo Suleiman fundó el sultanato de Rum en lo que hoy es Turquía.

## Sultanato de Rum
Kutalmish era hijo de Arslan Yabgu, un primo de Tugril que jugó un papel vital en las conquistas de los turcos selyúcidas. Apoyó una rebelión contra Tugril y disputó la sucesión al trono con Alp Arslan. Según el historiador Ali Ibn al-Athir, Kutalmish conocía las ciencias de las estrellas. Su hijo, Suleiman, fue nombrado sultán de Rûm por Malik Shah I en 1073.
| Predecesor: Aslan Yabgu | Príncipe Selyúcida 1060-1064 | Sucesor: Suleiman ibn Kutalmish |

- Datos: Q2720703